# 亀井淳 (実業家)

## 略歴・人物
亀井 淳（かめい あつし、1944年5月30日 - ）は、日本の実業家。イトーヨーカ堂顧問および株式会社メヂカルフレンド社代表取締役社長。日本チェーンストア協会会長や一般社団法人日本経済連合会審議員会副議長を歴任した。このほかに早稲田大学商議員会長、早稲田大学評議員、一般社団法人日本経済団体連合会顧問などにも従事。

## 経歴
- 1944年（昭和19年）5月30日　東京都文京区出身。
- 1963年　私立駒場東邦高等学校を卒業。
- 1968年　早稲田大学第一商学部を卒業。
- 1968年4月1日　日本鋼管株式会社（現JFEスチール）へ入社。以後8年間勤める。
- 1980年1月　株式会社イトーヨーカ堂に入社する。
- 2006年9月1日　株式会社イトーヨーカ堂代表取締役社長兼最高執行責任者に就任。
- 2014年5月15日　株式会社イトーヨーカ堂代表取締役社長兼最高執行責任者を退任。
- 2014年5月　モール・エスシー開発（現 セブン&アイ・クリエイトリンク）の取締役会長に就任。
- 2015年3月　横浜ゴム（株）監査役
- 2016年1月8日　イトーヨーカ堂代表取締役社長兼最高執行責任者に復帰[1]。
- 2016年2月 （株）セブン&アイ・ホールディングス常務執行役員
- 2017年3月　（一社）日本経済団体連合会顧問
- 2017年7月　（株）パートナーズ企画代表取締役
- 2018年6月　中部飼料（株）社外監査役
- 2022年6月　（株）メヂカルフレンド社代表取締役社長（現任）
- 2022年6月　中部飼料社外取締役